# Lucky Star
Lucky Star (от англ. „Щастлива звезда“) е песен на американската певица Мадона от нейния дебютен албум Madonna. Издадена е на 19 април 1984 г. от Sire Records и е пети и последен сингъл от албума. Песента участва и в сборните албуми The Immaculate Collection и Celebration. Песента е написана от Мадона и продуцирана от Реджи Лукас. По време на записването на песента Мадона не била впечатлена особено от версията на Лукас и се обърнала към тогавашния си приятел Джон „Джелибийн“ Бенитез с идеята да ремиксира песента според нейните идеи. Lucky Star е денс песен със средно бързо темпо, комбинираща силно звучащи ударни и китарен риф. Текстът на песента съпоставя мъжкото тяло със звезда.
Критиците похвалват песента, изтъквайки, че тя е предвестник на музиката с по-бърз ритъм. Песента се превръща и в първия топ 5 хит на Мадона в американската класация Billboard Hot 110, достигайки върхова позиция под номер 4. Тя е и първата от 15 поредни топ 5 за певицата.